# Koźmin Wielkopolski
Koźmin Wielkopolski là một thị trấn thuộc huyện Krotoszyński, tỉnh Wielkopolskie ở trung-tây Ba Lan. Thị trấn có diện tích 6 km². Đến ngày 1 tháng 1 năm 2011, dân số của thị trấn là 6678 người và mật độ 1134 người/km².